# Промышленность Минска
Промышленность Минска — важная сфера экономики города.
Доля сферы производства в валовом региональном продукте Минска составила (в 2017 году) 26,9 % (7,6 млрд рублей — около 3,8 млрд долларов); 
в том числе 4,96 млрд рублей пришлось на обрабатывающую промышленность (17,5% ВРП) и 1,03 млрд — на снабжение электроэнергией, паром и горячей водой (3,6 % ВРП).

## Общая характеристика
Предприятия Минска производят 
100 % холодильников и морозильников, стиральных машин, троллейбусов, шерстяных тканей, игристых вин, гипса от общего объёма, производимого в Республике Беларусь; 
более 99 % подшипников, трансформаторов с жидким диэлектриком, электронных интегральных схем, а также 97,8% двигателей внутреннего сгорания; 
96,9% телевизоров, 
89,9% мотоциклов, 
83,8% велосипедов, 
82% автобусов, 
81,2% тракторов, 
77,9% грузовых автомобилей, 
более половины пива, корсетных изделий, фетровых головных уборов, керамических плит и плиток, оптических кабелей и существенный процент ряда других товаров.
Совокупный объём промышленного производства в 2017 году составил 14,95 млрд рублей (ок. 7,5 млрд долларов) — 15,85 % общего объёма промышленного производства в Республике Беларусь (бо́льший объём только в Гомельской и Минской областях).
Среднесписочная численность работников, занятых в промышленности — 164,1 тыс. человек (второе место в стране после Минской области). 
Средняя зарплата в промышленности в 2017 году составляла 87,4 % от средней зарплаты по Минску.
| Доля отраслей промышленности в общем объёме производства:                                       |
| Графики недоступны из-за технических проблем. См. информацию на Фабрикаторе и на mediawiki.org. |

### Организационная структура
На 1 января 2018 года в Минске было зарегистрировано 4490 организаций, работающих в сфере обрабатывающей промышленности (8,9% от общей численности юридических лиц в Минске); с учётом горнодобывающей промышленности, энергетики и водоснабжения — 4620 организаций. 40 организаций находилось в полной государственной собственности (28 — в республиканской, 12 — в коммунальной), 
4323 — в частной собственности (в том числе 70 — с долей государственной собственности, 
332 — с долей иностранной собственности), 
257 — в полной иностранной собственности. 
Численность организаций промышленности в Минске, реально осуществлявших производственную деятельность в 2017 году — 3192 (первое место среди 11 976 организаций в стране).
Удельный вес малых и микроорганизаций в объёме промышленного производства — 18,5% (первое место в Республике Беларусь)

## Отраслевая характеристика

### Пищевая промышленность
В пищевой промышленности работают 125 организаций, объём промышленного производства в 2017 году составил 1976,4 млн рублей (ок. 989 млн долларов). 
В этой отрасли в 2017 году работало 15 тысяч человек (9,1% от общей численности работников, занятых в промышленности Минска). 
Среднемесячная зарплата в пищевой промышленности составила 103% от средней зарплаты по промышленности Минска (2017 год).
| Производство цельномолочной продукции, тыс. т:                                                  | Производство шоколада и кондитерских изделий, тыс. т:                                           | Производство пива, тыс. т:                                                                      |
| Графики недоступны из-за технических проблем. См. информацию на Фабрикаторе и на mediawiki.org. | Графики недоступны из-за технических проблем. См. информацию на Фабрикаторе и на mediawiki.org. | Графики недоступны из-за технических проблем. См. информацию на Фабрикаторе и на mediawiki.org. |

### Лёгкая промышленность
Лёгкая промышленность:
Производством текстильных изделий, одежды, изделий из меха и кожи в 2017 году занимались 407 организаций, в которых работало 10,8 тыс. человек (6,6% от общей численности работников, занятых в промышленности Минска). 
Объём промышленного производства в 2017 году составил 435,5 млн рублей (ок. 218 млн долларов). 
Среднемесячная зарплата в лёгкой промышленности — самая низкая во всей промышленности, в 2017 году она составила 62,4% от средней зарплаты по промышленности Минска.
| Производство трикотажных изделий, млн шт:                                                       | Производство верхней одежды, млн шт:                                                            | Производство обуви, млн шт:                                                                     |
| Графики недоступны из-за технических проблем. См. информацию на Фабрикаторе и на mediawiki.org. | Графики недоступны из-за технических проблем. См. информацию на Фабрикаторе и на mediawiki.org. | Графики недоступны из-за технических проблем. См. информацию на Фабрикаторе и на mediawiki.org. |

### Металлургия и металлообработка
Численность организаций, занимающихся металлургией и металлообработкой на 2017 год — 450, объём промышленного производства — 906,9 млн рублей (453 млн долларов), или 6,1% в общегородском объёме промышленного производства. Среднесписочная численность работников отрасли — 12,7 тысяч человек (7,7% от занятых в промышленности Минска). Отношение заработной платы в отрасли к среднегородскому показателю по промышленности — 96%.
В 2017 году было произведено 54,1 тыс. т стали, 25,8 тыс. т стальных труб, 33,6 тыс. т строительных сборных металлоконструкций.

### Производство химических продуктов
Химическая промышленность:
Производством химических продуктов в 2017 году занимались 113 организаций. Объём промышленного производства составил 477,6 млн рублей (240 млн долларов), или 3,2% в общегородском объёме промышленного производства. В этой отрасли в 2017 году работало 3 тысячи человек (1,8% от общей численности работников, занятых в промышленности Минска), а их среднемесячная зарплата составила 131,5% от средней по столичной промышленности.
В 2017 году предприятия Минска произвели 6,7 тыс. т моющих и чистящих средств, 3,6 тыс. т косметических средств для ухода за кожей и декоративной косметики, 10 тыс. т средств для волос.

#### Фармацевтика
Фармацевтика: 
Производством фармацевтической продукции в 2017 году занималось 28 организаций, объём промышленного производства составил 429,9 млн рублей (215 млн долларов), или 2,9% в общегородском объёме промышленного производства. 
В 2017 году в фармацевтической отрасли работало 3,8 тысяч человек (2,3% от общей численности работников, занятых в промышленности Минска), а их среднемесячная зарплата составила 120,7% от средней по столичной промышленности.

### Производство резиновых, пластмассовых изделий и стройматериалов
В 2017 году 353 организации занимались производством резиновых, пластмассовых изделий и прочих неметаллических минеральных продуктов (стройматериалов). Объём производства составил 1169,3 млн рублей (585 млн долларов), или 7,8%  в общегородском объёме промышленного производства. 
В этой отрасли в 2017 году было занято 11,3 тысяч человек (6,9% занятых в столичной промышленности), а среднемесячная зарплата составила 96,5% от средней по промышленности Минска.
В 2017 году предприятия Минска произвели 271,4 тыс. м² окон и рам из пластмасс, 28,6 тыс. м² дверей и рам из пластмасс, 680 тыс. санитарно-технических керамических изделий, 15,4 млн м² плиток и плит керамических, 68,1 тыс. т гипса, 7612 тыс. м² гипсовых изделий для строительства, 131,3 млн условных кирпичей и блоков строительных, 606 тыс. т битумных смесей.

### Изделия из дерева и бумага, полиграфия
Производством изделий из дерева и бумаги, в том числе полиграфией, в 2017 году занималось 467 организаций, объём промышленного производства составил 450,1 млрд рублей (225 млн долларов), или 3% в общегородском объёме промышленного производства. В этой отрасли в 2017 году работало 7,7 тысяч человек (4,7% от общей численности работников, занятых в промышленности Минска), а их среднемесячная зарплата составила 83,7% от средней по столичной промышленности.
В 2017 году предприятия Минска произвели 54,8 тыс. м³ пиломатериалов, 342,9 тыс. м² дверей и их коробок деревянных, 30,4 тыс. м² окон и дверей застеклённых деревянных, 492 тыс. шт поддонов деревянных, 6,8 млн условных кусков обоев, 6223 тыс. общих тетрадей, 2034 тыс. школьных тетрадей.

### Производство вычислительной, электронной, оптической аппаратуры
В 2017 году в этой отрасли было задействовано 163 организации со среднесписочной численностью работников в 11,7 тысяч человек (7,1% от общей численности занятых в промышленности Минска) со среднемесячной зарплатой в 118% от средней по столичной промышленности. Объём промышленного производства в отрасли составил 1178,9 млн рублей (589 млн долларов), или 7,9% в общегородском объёме промышленного производства.
В 2017 году предприятия Минска произвели 181 млн диодов, транзисторов, тиристоров и симисторов, 1532 млн электронных интегральных схем, 11,9 тыс. радиоприёмников, 348,2 тыс. телевизоров, 29 тыс. счётчиков электроэнергии, 128 тыс. часов.

### Производство электронного оборудования
В 2017 году в этой отрасли было задействовано 164 организации со среднесписочной численностью работников в 14,1 тысяч человек (8,6% от общей численности занятых в промышленности Минска) со среднемесячной зарплатой в 94,5% от средней по столичной промышленности. Объём промышленного производства в отрасли составил 1128,6 млн рублей (564 млн долларов), или 7,6% в общегородском объёме промышленного производства.
В 2017 году предприятия Минска произвели 27,8 тыс. трансформаторов с жидким диэлектриком, 3229 автомобильных аккумуляторов, 50,9 тыс. км оптоволоконных кабелей, 778,8 тыс. бытовых холодильников и морозильников, 152,2 тыс. бытовых стиральных машин, 1042,4 тыс. микроволновых печей.

### Производство машин и оборудования, не включённых в другие группировки
В 2017 году численность организаций, занимавшихся экономической деятельностью «Производство машин и оборудования, не включённых в другие группировки», составило 134. Численность занятых работников — 25,1 тыс. (15,3% от общей численности занятых в промышленности Минска), среднемесячная заработная плата — 100,4% от средней по столичной промышленности. Объём промышленного производства в 2017 году составил 1927,9 млн рублей (964 млн долларов), или 12,9% в общегородском объёме промышленного производства.
В 2017 году предприятия Минска произвели 1,3 млн подшипников, 6,5 тыс. единиц промышленного холодильного оборудования и тепловых насосов, 31 тыс. тракторов для сельского и лесного хозяйства, 235 отвальных тракторных плугов, 79 металлообрабатывающих станков.

### Производство транспортного оборудования
В 2017 году численность организаций, занимавшихся производством транспортного оборудования, составило 58. Численность занятых работников — 22,7 тыс. (13,8% от общей численности занятых в промышленности Минска), среднемесячная заработная плата — 103,6% от средней по столичной промышленности. Объём промышленного производства в 2017 году составил 1518,5 млн рублей (759 млн долларов), или 10,2% в общегородском объёме промышленного производства.
В 2017 году предприятия Минска произвели 45 тыс. двигателей внутреннего сгорания, 1034 автобуса, 102 троллейбуса, 6,8 тыс. грузовых автомобилей, 18 трамваев, 1170 мотоциклов, 49,4 тыс. велосипедов.